# Allpahuayomiervogel
De allpahuayomiervogel (Percnostola arenarum) is een zangvogel uit de familie Thamnophilidae (miervogels).

## Verspreiding en leefgebied
Deze soort is endemisch in noordelijk Peru, voornamelijk in het nationale reservaat (reserva nacional) Allpahuayo Mishana, 580 km² groot.

## Status
De grootte van de populatie wordt geschat op 600-1700 volwassen vogels. Deze soort heeft een erg kleine populatie en aangenomen wordt dat dit verder afneemt. Op de Rode lijst van de IUCN heeft deze soort daarom de status kwetsbaar.